# Mate de coca
El mate de coca (del quítxua kuka mat'i) o te de coca és una infusió de fulles de coca original de les regions andines de Bolívia i del Perú, la presència de la qual abasta també a altres països andins com l'Equador i el nord de Xile, així com zones de Colòmbia i tot el nord d'Argentina.

El mate de coca és una beguda consumida tant com a estimulant com per a curar el mal d'altura. La beguda produeix un efecte energitzant similar al del cafè, i és habitual als restaurants, en finalitzar el dinar, oferir un mate de coca en bossetes per a millorar la digestió, que pot ser endolcit amb sucre o mel. El te és de color verd groguenc i té un lleuger sabor amarg, quelcom semblant al del te verd però amb un sabor lleugerament més dolç natural.

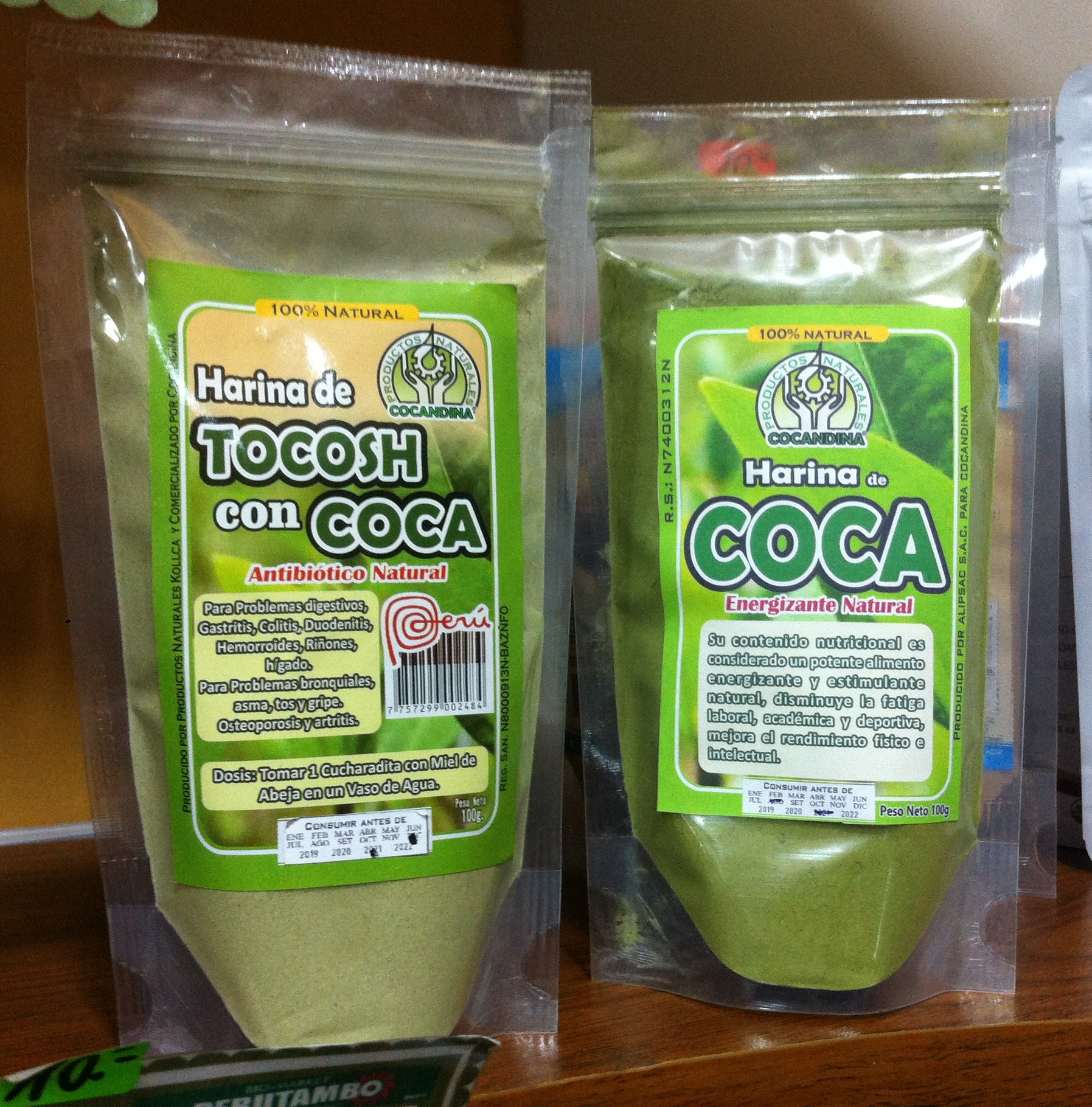
Farina de coca empaquetada

La infusió conserva algunes de les propietats farmacològiques de la fulla de coca i la comercialització en bosses filtrants és legal al Perú i a Bolívia, igual que la farina de coca. La farina de coca (fulles de coca moltes finament) pot emprar-se en una cafetera per a obtenir un te més fort i concentrat.